# Епархия Амадии
Епархия Амадии (лат. Dioecesis Amadiensis) — упразднённая епархия Халдейской католической церкви с центром в городе Амедия, Ирак. Епархия Амадии входила в Багдадскую митрополию. Численность верующих епархии Амадии в 2009 году составляла около 3800 человек.

## История
В 1785 году Святым Престолом была учреждена епархия Амадии. 
В 1850 году епархия Амадии передала часть своей территории новым епархиям Акры и Заху.
11 июля 2013 года епархия Амадии была объединена с епархией Заху в одну епархию Заху — Амадии.

## Ординарии епархии
- епископ Hnan Jesu (1785—1790);
- епископ Матфей Шимон (1791—1818);
- епископ Василий Асмар (1824—1828);
- епископ Иосиф Аудо (1833 — 26.12.1847) — выбран патриархом Вавилона Халдейского;
- епископ Фома Дирхо (1851—1859);
- епископ Абдишо Гивардис Хайят (28.10.1860 — 1863) — назначен архиепископом Диярбакыра;
- епископ Матфей Павел Шаммина (24.05.1874 — 1879) — назначен епископом Заху;
- епископ Кириак Георгий Гога (1879 или 10.02.1882 — 1893);
- епископ Илия Иосиф Хайятт (1.10.1894 — 9.02.1895);
- епископ Иоанн Саххар (23.04.1895 — 13.06.1909);
- епископ Франциск Давид (25.01.1910 — 1.10.1939);
- епископ Иоанн Курио (24.11.1941 — 24.04.1946);
- епископ Рафаэль Раббан (22.02.1947 — 28.06.1957);
- епископ Рафаэль I Бидавид (20.06.1957 — 2.03.1966) — назначен епископом Бейрута;
- епископ Андре Сана (2.03.1966 — 17.11.1967);
- епископ Кириак Муссесс (17.11.1967 — 16.04.1973);
- епископ Ханна Келло (10.10.1973 — 6.12.2001);
- епископ Раббан Аль-Кас (6.12.2001 — 11.07.2013).

## Источник
- Annuario Pontificio, Libreria Editrice Vaticana, Città del Vaticano, 2003, ISBN 88-209-7422-3
- J. Tfinkdji, L’Eglise chaldéenne autrefois et aujourd’hui, in A. Battandier, Annuaire Pontifical Catholique, XVII, 1914, стр. 500—502
- J.-B. Chabot, «Etat religieux des diocèses formant le Patriarcat chaldéen de Babylone au 1er janvier 1896», in Revue de l’Orient Chrétien I, 1896, стр. 449
- D. Wilmshurst, The ecclesiastical organisation of the Church of the East, 1318—1913, Lovanio 2000, стр. 128—132